# Sechséchet Ire
Pour les articles homonymes, voir Sechséchet.
Sechséchet Ire est la mère du pharaon Téti et à ce titre devient une reine de la VIe dynastie égyptienne lors de l'accession au trône de son fils.

## Généalogie
Selon quelques spécialistes, dont Hartwig Altenmüller, elle eut pour époux un nommé Shepespouptah qui serait un fils d'Ounas. On lui attribue aussi un deuxième fils du nom de Mehou, qui sera vizir de son frère Téti, premier roi de la VIe dynastie. Elle prendra le titre de reine lorsque son fils Téti, par son mariage avec Ipout Ire, la fille d'Ounas, montera sur le trône rapprochant ainsi deux branches de la famille royale.

## Sépulture
Une pyramide découverte sur le site de Saqqarah en septembre 2008 par Zahi Hawass, directeur des Antiquités Égyptiennes, lui a été attribuée, mais elle ne porte aucune inscription et cette identification est donc sujette à caution. La découverte est révélée au public le 11 novembre 2008. Quelques semaines plus tard, une momie, supposée être celle de la reine, y est découverte.